# Subulurinae
Die Subulurinae sind eine Unterfamilie der Spulwürmer mit über 90 Arten. Sie sind Parasiten bei Vögeln und Säugetieren.

## Merkmale
Subulurinae sind Subuluridae, bei denen die peripheren und radialen Lappen des Pharynxabschnitts vollständig voneinander getrennt sind. Die chordalen Lappen sind schraubenförmig und bedecken die angrenzenden Portionen. Dass Vorderende ist vom übrigen Körper nicht durch eine Einziehung abgegrenzt.

## Systematik
Zur Unterfamilie gehören fünf Gattungen:
- Inglisubulura Devamma, 1977
- Oxynema Linstow, 1899
- Primasubulura Inglis, 1958
- Spiruroides Cameron & Parnell, 1933
- Subulura Molin, 1860

Die von Hodda ebenfalls aufgeführte Gattung Travassallodapa (Lopez-Neyra, 1945) wird von der Global Biodiversity Information Facility als fraglich eingestuft und wurde auch nicht in die CHI-Bestimmungsbücher aufgenommen, die einzige Art dieser Gattung Travassallodapa glaucidii ist als Subulura glaucidii akzeptiert.